# Матиевка (Черниговская область)
Мати́евка (укр. Матіївка) — село, расположенное на территории Бахмачского района Черниговской области, центр Матиевского сельсовета на реке Сейм.
Население составляет 281 жителей (2020 год). Плотность населения — 95,74 чел/кв.км.
Впервые упоминается в 1650 году.
Средняя высота населённого пункта — 124 м над уровнем моря. Село находится в зоне умеренного умеренно континентального климата.
Национальный состав представлен преимущественно украинцами, конфессиональный состав — христианами.

## Персоналии
- Москалец, Вилий Константинович (1927—2001) — советский и украинский прозаик.